# Mikołaj Kasprzyk
Mikołaj Kasprzyk (* 1953 in Warschau) ist ein zeitgenössischer polnischer Maler.

## Leben
Nach dem Abschluss des Studiums an der Akademie der Bildenden Künste Warschau bei Jacek Sienicki im Jahr 1977 arbeitete Kasprzyk in der Akademie bis 1989 als Assistent und Adjunkt der Fakultät für Malerei. Im Jahr 2001 erhielt er die renommierte Auszeichnung für das beste Bild des Jahres (Obraz roku 2001) von der führenden polnischen Kunstzeitschrift Art&Business. Von 2008 bis 2014 war er im Kompass Sztuki gelistet. Kasprzyks Bilder wurden mehrfach auf Einzelausstellungen in Polen sowie im Ausland gezeigt. Er ist mit der Malerin Bogna Gniazdowska verheiratet.

## Werk
Der einfache, figurative Stil von Kasprzyks Malerei knüpft an die Kunst des italienischen Quattrocento an; Ähnlichkeiten mit dem Surrealismus sind nach eigener Aussage zufällig und oberflächlich. Kasprzyk ist ein ironischer Beobachter des laufenden Lebens und der Beziehungen zwischen Menschen (vorwiegend zwischen Männern und Frauen), und damit Vertreter eines poetischen Stils in der Malerei. Er malt nach selbst angefertigten Fotos, für die er alleine oder mit seiner Frau Bogna Modell steht. Dabei versetzt Kasprzyk seine Figuren in eine irreale Landschaft und lässt sie häufig imaginäre Rollen spielen – als sich duellierende Paare, als Tänzer, Musiker oder Jongleure. Manchmal vervielfältigt er auch die Gestalten, indem er sie in aufeinanderfolgenden Bewegungsphasen zeigt. In seinen Bildern ist die Suche nach dem Sinn des Lebens erkennbar.